# Piazza Teatral'naja
Piazza Teatral'naja (in russo Театральная площадь?, Teatral'naja ploščad’), precedentemente nota come piazza Sverdlov tra 1919 e 1991, è una piazza del quartiere Tverskoj di Mosca. Si trova all'incrocio tra Kuznecskij Most, via Petrovka e Teatral'nyj proezd (a nord-ovest di quest'ultimo; la piazza a sud-est di Teatral'nyj proezd è invece la diversa piazza della Rivoluzione).
La piazza prende il nome dai tre teatri situati su di essa: il Teatro Bol'šoj, il Teatro Malyj ed il Teatro della Gioventù Accademica Russa.

## Storia
La piazza vide la luce dopo l'incendio di Mosca del 1812 e la conversione del fiume Neglinnaja in un canale sotterraneo (il fiume scorre ancora in diagonale sotto il parco della piazza). Venne progettato in uno stile neoclassico simmetrico dall'architetto italo-russo Giuseppe Bove nel 1820, con edifici in stile neoclassico ad incorniciarlo. Tuttavia, nella seconda metà del XIX secolo l'insieme neoclassico fu rimpiazzato da nuovi edifici in stile eclettico, notevolmente più alti rispetto a quelli originali che si affacciavano sulla piazza.
Piazza Teatral'naja ospita anche l'edificio dei grandi magazzini di lusso TsUM (ЦУМ) in stile neogotico.